# Giovanni Battista Caracciolo (signore di Montanara)
Giambattista Caracciolo, II signore di Montanara (Napoli, 1450 – Isola della Scala, 23 luglio 1508), è stato un militare e nobile italiano.

## Biografia

### I primi anni e l'inizio della carriera militare con gli aragonesi
Giovanni Battista era il figlio primogenito di Oliviero, I signore di Montanara, e di sua moglie Viola della Leonessa.
Militare sin dalla giovane età, si pose al servizio dei re aragonesi di Napoli, operando nel 1480-81 al seguito del duca di Calabria in Toscana ed il 10 settembre 1481 partecipò con gli spagnoli alla riconquista di Otranto, dopo che la città l'anno precedente era stata attaccata e conquistata dai Turchi. Il 15 settembre 1484, ottenne dai veneziani la restituzione della città di Gallipoli come parte di quanto stipulato nella pace di Bagnolo. Quando nel 1485 scoppiò la guerra tra Ferdinando d'Aragona e Innocenzo VIII, il quale si era schierato a favore dei ribelli che un po' ovunque minacciavano la sicurezza del regno di Napoli, il Caracciolo ebbe il delicato compito di fare da tramite tra l'esercito aragonese e gli uomini al comando di Virginio Orsini che, pur trovandosi all'interno dello Stato della Chiesa, si era schierato a favore del re di Napoli. Giunto nei territori dell'Orsini, Giovanni Battista lo assistette nel 1486 nella difesa di Civita Lavinia, ma le forze filo-napoletane vennero sconfitte dall'esercito pontificio guidato da Prospero Colonna e dall'esule partenopeo Antonio Maria Sanseverino, le quali catturarono anche il Caracciolo con Bartolomeo d'Alviano. Entrambi gli illustri prigionieri vennero condotti a Roma ed imprigionati a Castel Sant'Angelo. Dopo poco il Caracciolo venne liberato e tornò immediatamente a Napoli, divenendo aiutante di camera del duca di Calabria, ottenendo nel 1487 l'incarico di portare a Isabella Del Balzo, figlia del principe di Altamura, la proposta di matrimonio di Federico d'Aragona, figlio secondogenito del sovrano di Napoli.
All'inizio del 1494, seguì Ferrandino nella sua campagna in Romagna, ma nell'aprile dell'anno seguente, con la calata di re Carlo VIII di Francia nella penisola, decise di schierarsi coi francesi, ottenendone la conferma dei propri possedimenti nel napoletano.

### Al servizio della Repubblica di Venezia
La lealtà ai francesi perdurò sino al dicembre del 1498 quando il Caracciolo decise di porsi al servizio della Repubblica di Venezia assieme all'ex nemico, Prospero Colonna, che aveva avuto modo di conoscere meglio nel 1497 durante un suo lungo soggiorno a Roma a causa di una ferita riportata sul campo di battaglia. Nel luglio del 1499, la Serenissima lo nominò capitano e con l'esercito veneto si portò verso il ducato di Milano, contro il quale dal Piemonte provenivano anche le truppe francesi, alleate di Venezia nella guerra in Italia. Presenziò alla Battaglia di Caravaggio del 28 agosto 1499 dove rimase ferito da due colpi di spingarda, ma si oppose fermamente al saccheggio della città come invece le sue truppe avrebbero voluto; successivamente passò a Cremona.
Dopo l'ingresso dei francesi a Milano e la fuga di Ludovico il Moro, rimanendo sempre alle dipendenze dell'esercito veneziano, il Caracciolo si portò in Friuli per fronteggiare una serie di scorrerie attuate dai Turchi lungo le coste del litorale, incitati in questo dallo Sforza che sperava con questo patto col sultano di distogliere Venezia dalla partecipazione all'aggressione al ducato di Milano. Malgrado la tempestività d'intervento, Giovanni Battista non riuscì ad eccellere in questa campagna militare anche per la poca esperienza del comandante della spedizione, Carlo Orsini, il quale venne licenziato poco dopo.

### Il rapimento di Dorotea Malatesta
A complicare le cose, mentre si trovava a Gradisca d'Isonzo, venne a sapere del rapimento della giovane promessa sposa Dorotea, figlia di Roberto Malatesta, nei pressi di Cervia, ad opera degli uomini di Cesare Borgia. Pur avendo fatto richiesta di congedo temporaneo, il Caracciolo non ottenne il tanto atteso permesso, ma la Repubblica di Venezia si premurò di inviare delle lettere di indignazione a Roma ed alla Francia, precisando che un'offesa arrecata ad un proprio capitano equivaleva ad un'offesa alla Serenissima stessa.
Dorotea venne liberata tre anni dopo, nel 1503, quando l'ambasciatore veneto a Roma ne ottenne la restituzione e i due innamorati si incontrarono a Faenza nel febbraio del 1504. In cambio del ritardo subito nel suo matrimonio, il Caracciolo ottenne per risarcimento parte dei beni del duca del Valentino che nel 1503 aveva perso i propri possedimenti nelle Romagne.
Queste ricchezze andarono ad assommarsi ai beni che nel 1502 aveva ricevuto in eredità alla morte di suo padre, di cui però poté effettivamente entrare in possesso solo nel 1507.

### La tragica morte
Il Caracciolo rimase a Faenza con la moglie fino all'agosto del 1504 quando venne richiamato a Venezia per dare il proprio contributo alla preparazione della guerra che la Serenissima stava approntando contro il Sacro Romano Impero. Cadde da cavallo e necessitò di una breve convalescenza a Rovereto per poi riprendere le armi, sempre al fianco della Repubblica veneta, ma il 23 luglio, mentre si trovava accampato a Isola della Scala, non lontano da Verona, venne pugnalato alle spalle da un suo parente esule napoletano, Alberico Dentice. L'assassino fuggì nelle terre del marchese di Mantova, ma venne rintracciato, catturato e processato a Verona per poi essere condannato a morte per squartamento come spettava ai traditori. Giovanni Battista morì sul colpo, ma le ragioni di questo assassinio rimasero poco chiare. Nei domini paterni venne succeduto dal fratello minore Francesco.

## Discendenza
Giovanni Battista e Dorotea Malatesta ebbero quattro figli:
- Viola (1502-1542), sposò Fabio Caracciolo, signore di Tocco
- Battista (1504-1561), sposò Prospero Suardo, signore di Castelmezzano
- Giovanni Bernardino (1506-infante)
- Marco Oliviero (1508-infante)

## Ascendenza
|                                                       |                                                 |                                               | Genitori                                   |  |  | Nonni |  |  | Bisnonni          |  |  | Trisnonni            |  |
|                                                       |                                                 |                                               |                                            |  |  |       |  |  | Giosué Caracciolo |  |  | Francesco Caracciolo |  |
|                                                       |                                                 |                                               |                                            |  |  |       |  |  | Giosué Caracciolo |  |  | Francesco Caracciolo |  |
|                                                       |                                                 | …                                             |                                            |  |  |       |  |  | Giosué Caracciolo |  |  |                      |  |
| Luigi Caracciolo, consignore di Ponte Albaneto        |                                                 |                                               |                                            |  |  |       |  |  | Giosué Caracciolo |  |  |                      |  |
|                                                       |                                                 | Finizia Terina Minutolo                       | …                                          |  |  |       |  |  |                   |  |  |                      |  |
|                                                       |                                                 | Finizia Terina Minutolo                       | …                                          |  |  |       |  |  |                   |  |  |                      |  |
|                                                       |                                                 | Finizia Terina Minutolo                       | …                                          |  |  |       |  |  |                   |  |  |                      |  |
| Oliviero Caracciolo, I signore di Montanara           |                                                 | Finizia Terina Minutolo                       |                                            |  |  |       |  |  |                   |  |  |                      |  |
|                                                       |                                                 | Goffredo da Marzano, conte di Alife           | Roberto da Marzano, III conte di Squillace |  |  |       |  |  |                   |  |  |                      |  |
|                                                       |                                                 | Goffredo da Marzano, conte di Alife           | Roberto da Marzano, III conte di Squillace |  |  |       |  |  |                   |  |  |                      |  |
|                                                       |                                                 | Goffredo da Marzano, conte di Alife           | Bartolomea Artus                           |  |  |       |  |  |                   |  |  |                      |  |
| Violante da Marzano                                   |                                                 | Goffredo da Marzano, conte di Alife           |                                            |  |  |       |  |  |                   |  |  |                      |  |
|                                                       |                                                 | Ceccarella di Jamvilla                        | di Jamvilla, conte di Sant'Angelo          |  |  |       |  |  |                   |  |  |                      |  |
|                                                       |                                                 | Ceccarella di Jamvilla                        | di Jamvilla, conte di Sant'Angelo          |  |  |       |  |  |                   |  |  |                      |  |
|                                                       |                                                 | Ceccarella di Jamvilla                        | …                                          |  |  |       |  |  |                   |  |  |                      |  |
| Giovanni Battista Caracciolo, II signore di Montanara |                                                 | Ceccarella di Jamvilla                        |                                            |  |  |       |  |  |                   |  |  |                      |  |
|                                                       | Guglielmo della Leonessa, VII signore di Airola | Giovanni della Leonessa, VI signore di Airola |                                            |  |  |       |  |  |                   |  |  |                      |  |
|                                                       | Guglielmo della Leonessa, VII signore di Airola | Giovanni della Leonessa, VI signore di Airola |                                            |  |  |       |  |  |                   |  |  |                      |  |
|                                                       | Guglielmo della Leonessa, VII signore di Airola | Giovanna Sanframondo                          |                                            |  |  |       |  |  |                   |  |  |                      |  |
| Restaino della Leonessa, VIII signore di Airola       | Guglielmo della Leonessa, VII signore di Airola |                                               |                                            |  |  |       |  |  |                   |  |  |                      |  |
|                                                       |                                                 | …                                             | …                                          |  |  |       |  |  |                   |  |  |                      |  |
|                                                       |                                                 | …                                             | …                                          |  |  |       |  |  |                   |  |  |                      |  |
|                                                       |                                                 | …                                             | …                                          |  |  |       |  |  |                   |  |  |                      |  |
| Viola della Leonessa                                  |                                                 | …                                             |                                            |  |  |       |  |  |                   |  |  |                      |  |
|                                                       |                                                 | …                                             | …                                          |  |  |       |  |  |                   |  |  |                      |  |
|                                                       |                                                 | …                                             | …                                          |  |  |       |  |  |                   |  |  |                      |  |
|                                                       |                                                 | …                                             | …                                          |  |  |       |  |  |                   |  |  |                      |  |
| …                                                     |                                                 | …                                             |                                            |  |  |       |  |  |                   |  |  |                      |  |
|                                                       |                                                 | …                                             | …                                          |  |  |       |  |  |                   |  |  |                      |  |
|                                                       |                                                 | …                                             | …                                          |  |  |       |  |  |                   |  |  |                      |  |
|                                                       |                                                 | …                                             | …                                          |  |  |       |  |  |                   |  |  |                      |  |
|                                                       |                                                 | …                                             |                                            |  |  |       |  |  |                   |  |  |                      |  |